# Långvattnet (Frostvikens socken, Jämtland, 714507-145213)
Långvattnet är en sjö i Strömsunds kommun i Jämtland och ingår i Ångermanälvens huvudavrinningsområde. Sjön har en area på 0,106 kvadratkilometer och ligger 412,9 meter över havet. Sjön avvattnas av vattendraget Öster-Svevan.

## Delavrinningsområde
Långvattnet ingår i det delavrinningsområde (714525-145262) som SMHI kallar för Utloppet av Långvattnet. Medelhöjden är 420 meter över havet och ytan är 0,87 kvadratkilometer. Räknas de 9 avrinningsområdena uppströms in blir den ackumulerade arean 42 kvadratkilometer. Öster-Svevan som avvattnar avrinningsområdet har biflödesordning 4, vilket innebär att vattnet flödar genom totalt 4 vattendrag innan det når havet efter 283 kilometer. Avrinningsområdet består mestadels av skog (88 procent). Avrinningsområdet har 0,11 kvadratkilometer vattenytor vilket ger det en sjöprocent på 12,1 procent.